# Municipio de Apolacon
El municipio de Apolacon (en inglés: Apolacon Township) es un municipio ubicado en el condado de Susquehanna en el estado estadounidense de Pensilvania. En el año 2000 tenía una población de 507 habitantes y una densidad poblacional de 8 personas por km².

## Geografía
El municipio de Apolacon se encuentra ubicado en las coordenadas 41°58′00″N 76°04′59″O / 41.96667, -76.08306.

## Demografía
Según la Oficina del Censo en 2000 los ingresos medios por hogar en la localidad eran de $43,125 y los ingresos medios por familia eran $45,417. Los hombres tenían unos ingresos medios de $35,625 frente a los $21,375 para las mujeres. La renta per cápita para la localidad era de $16,841. Alrededor del 10,4% de la población estaban por debajo del umbral de pobreza.